# Выскатское сельское поселение
Выскатское сельское поселение — муниципальное образование в Сланцевском районе Ленинградской области.
Административный центр — деревня Выскатка.

## Географические данные
- Общая площадь: 301,54 км².
- Расположение: центральная часть Сланцевского района.
- Граничит:
  - на севере: с Черновским сельским поселением
  - на северо-западе: с Сланцевским городским поселением
  - на юго-западе: с Гостицким сельским поселением
  - на юго-востоке: с Новосельским сельским поселением
  - на востоке: с Старопольским сельским поселением
  - на северо-востоке: с Кингисеппским районом

По территории поселения проходят автодороги:
- 41К-020 (Сижно — Будилово — Осьмино)
- 41К-188 (Гостицы — Большая Пустомержа)
- 41К-774 (подъезд к деревне Кривицы)
- 41К-783 (Попкова Гора — Казино)
- 41К-798 (Большая Руя — Большие Рожки)
- 41К-803 (Казино — Дворище)
- 41К-804 (Патреева Гора — Савиновщина)
- 41К-805 (Клин — Заборожка)
- 41К-817 (Выскатка — Песвицы — Перебор)

Расстояние от административного центра поселения до районного центра — 16 км.

## История
В начале 1920-х годов в составе Выскатской волости Гдовского уезда был образован Выскатский сельсовет.
В августе 1927 года Выскатский сельсовет вошёл в состав вновь образованного Рудненского района Лужского округа Ленинградской области.
10 августа 1933 года Рудненский район был ликвидирован, Выскатский сельсовет передан в состав Гдовского района.
11 марта 1941 года Выскатский сельсовет вошёл в состав вновь образованного Сланцевского района.
16 июня 1954 года к сельсовету присоединена часть упразднённого Савиновщинского сельсовета.
По данным 1990 года в состав сельсовета включен упразднённый Попково-Горский сельсовет.
18 января 1994 года постановлением главы администрации Ленинградской области № 10 «Об изменениях административно-территориального устройства районов Ленинградской области» Выскатский сельсовет, также как и все другие сельсоветы области, преобразован в Выскатскую волость.
1 января 2006 года в соответствии с областным законом № 47-оз от 1 сентября 2004 года «Об установлении границ и наделении соответствующим статусом муниципального образования Сланцевский муниципальный район и муниципальных образований в его составе» было образовано Выскатское сельское поселение, в его состав вошла территория бывшей Выскатской волости, кроме деревень Ищево, Сижно и посёлка Шахта № 3, переданных в состав Сланцевского городского поселения.

## Население
| 2010  | 2011  | 2012  | 2013  | 2014  | 2015  | 2016  |
| ----- | ----- | ----- | ----- | ----- | ----- | ----- |
| 2298  | ↗2299 | ↗2322 | ↗2328 | ↘2258 | ↘2248 | ↘2231 |
| 2017  | 2018  | 2019  | 2020  | 2021  | 2023  | 2024  |
| ↘2179 | ↘2119 | ↘2091 | ↗2126 | ↗2375 | ↘2331 | ↘2277 |
| 2025  |       |       |       |       |       |       |
| ↘2222 |       |       |       |       |       |       |

## Состав сельского поселения
В состав сельского поселения входят 28 деревень:
| №  | Населённый пункт | Тип населённого пункта          | Население    |
| -- | ---------------- | ------------------------------- | ------------ |
| 1  | Большая Руя      | деревня                         | ↗69 (2017)   |
| 2  | Большие Рожки    | деревня                         | ↗27 (2017)   |
| 3  | Борки            | деревня                         | ↘14 (2017)   |
| 4  | Выскатка         | деревня, административный центр | ↗1737 (2017) |
| 5  | Вязище           | деревня                         | ↘0 (2017)    |
| 6  | Гаянщина         | деревня                         | ↗11 (2017)   |
| 7  | Глазова Гора     | деревня                         | →0 (2017)    |
| 8  | Горбово          | деревня                         | ↘6 (2017)    |
| 9  | Горка            | деревня                         | ↘11 (2017)   |
| 10 | Дворище          | деревня                         | ↗12 (2017)   |
| 11 | Заберезье        | деревня                         | ↘1 (2017)    |
| 12 | Заборожка        | деревня                         | ↗31 (2017)   |
| 13 | Закуп            | деревня                         | ↘3 (2017)    |
| 14 | Залесье          | деревня                         | ↘41 (2017)   |
| 15 | Казино           | деревня                         | ↗34 (2017)   |
| 16 | Клин             | деревня                         | ↘13 (2017)   |
| 17 | Кривицы          | деревня                         | ↗38 (2017)   |
| 18 | Куклина Гора     | деревня                         | ↘10 (2017)   |
| 19 | Кушела           | деревня                         | ↗48 (2017)   |
| 20 | Местово          | деревня                         | ↘5 (2017)    |
| 21 | Нагинщина        | деревня                         | →3 (2017)    |
| 22 | Пананицы         | деревня                         | →0 (2017)    |
| 23 | Пантелейково     | деревня                         | ↗8 (2017)    |
| 24 | Патреева Гора    | деревня                         | ↘10 (2017)   |
| 25 | Перебор          | деревня                         | ↘16 (2017)   |
| 26 | Песвицы          | деревня                         | ↘33 (2017)   |
| 27 | Попкова Гора     | деревня                         | ↗110 (2017)  |
| 28 | Савиновщина      | деревня                         | ↘51 (2017)   |

## Известные уроженцы
- Маслов Константин Васильевич (05.1892—04.06.1938) — советский военачальник, военный лётчик, участник Первой мировой и Гражданской войн, командующий ВВС Сибирского и Забайкальского военных округов, комдив. Уроженец деревни Местово. За участие в военном заговоре расстрелян в 1938 году. Посмертно реабилитирован в 1956 году. Является основателем военного гарнизона и городка Монино Московской области.
- Матвеев, Геннадий Алексеевич (1920—1969) — полный кавалер ордена Славы. Уроженец деревни Выскатка.